# Organització dels Estats Americans
L'Organització dels Estats Americans (OEA) és una organització internacional panamericanista d'àmbit regional i continental. Va ser creada el 30 d'abril del 1948, amb l'objectiu de crear un fòrum polític per a prendre decisions i promoure el diàleg multilateral i la integració d'Amèrica.
Té la seu a Washington DC, als Estats Units. També té oficines regionals als països membres. Els principis de l'Organització estipulen, entre d'altres, treballar per a enfortir la pau i seguretat, consolidar la democràcia, promoure els drets humans, donar suport el desenvolupament social i econòmic i promoure el desenvolupament sostenible dels països d'Amèrica. Cerca construir relacions més fortes entre les nacions i els pobles de l'hemisferi. Té quatre idiomes oficials: l'anglès, el castellà, el francès i el portuguès. Des del març de 2019, el diplomàtic uruguaià Luis Almagro n'és el Secretari General.

## Història

### Antecedents
La noció d'una unió internacional al Nou Món va ser plantejada per primera vegada durant l'alliberament d'Amèrica per José de San Martín i Simón Bolívar que, al Congrés de Panamà de 1826, que aleshores encara formava part de Colòmbia, van proposar crear una lliga de repúbliques americanes, amb un exèrcit comú, un pacte de defensa mútua i una assemblea parlamentària supranacional. A aquesta reunió van assistir representants de la Gran Colòmbia (integrada pels actuals països de Colòmbia, Equador, Panamà i Veneçuela), Argentina, Perú, Bolívia, les Províncies Unides de l'Amèrica Central i Mèxic, però el grandiós «Tractat d'Unió, Lliga i Confederació Perpètua» només va ser ratificat per la Gran Colòmbia. El somni de Bolívar no va trigar a trontollar amb la guerra civil a la Gran Colòmbia, la desintegració de Centreamèrica i l'aparició de perspectives nacionals en lloc de neomundistes a les noves repúbliques americanes independents. El somni d'unitat interamericana de Bolívar pretenia unificar les nacions hispanoamericanes davant de les potències externes.
La recerca de la solidaritat i la cooperació regionals va tornar a cobrar protagonisme el 1889-1890, a la Primera Conferència Internacional d'Estats Americans. Reunides a Washington DC, divuit nacions van fundar la Unió Internacional de Repúbliques Americanes, servida per una secretaria permanent denominada Oficina Comercial de les Repúbliques Americanes (rebatejada Oficina Comercial Internacional a la Segona Conferència Internacional de 1901-1902). Aquests dos organismes, existents des del 14 d'abril de 1890, són el punt de partida dels orígens de l'OEA i la Secretaria General.
En la Quarta Conferència Internacional Americana (Buenos Aires, 1910), el nom de l'organització va canviar a Unió de Repúbliques Americanes i l'Oficina va prendre el nom d'Unió Panamericana. L'edifici de la Unió Panamericana es va construir el 1910, a Constitution Avenue, Northwest, Washington DC.

### Fundació

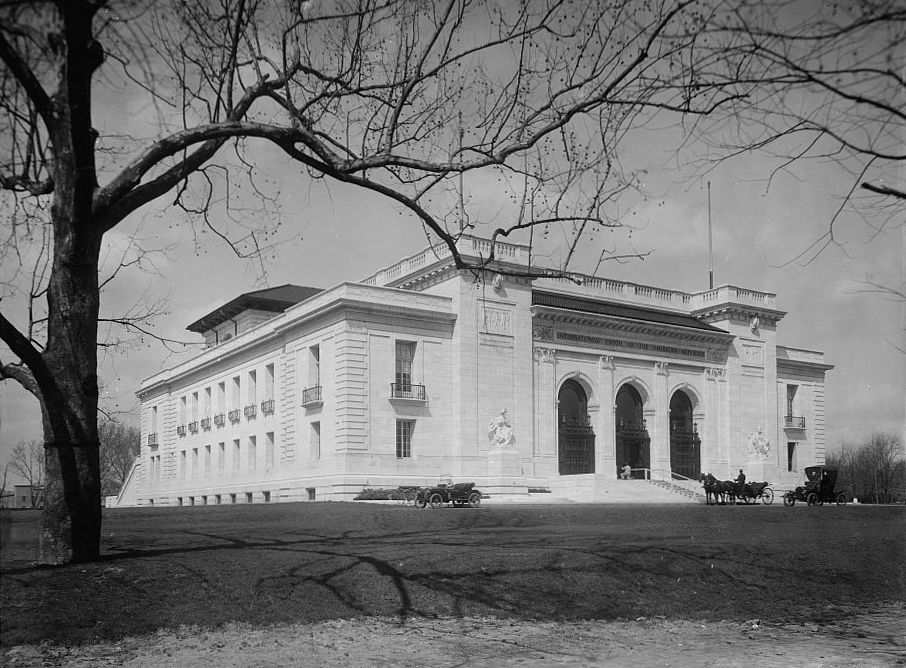
L'edifici de la Unió Panamericana poc després de la compleció Washington DC, 1910

A mitjans de la dècada de 1930, el president nord-americà Franklin Delano Roosevelt va organitzar una conferència interamericana a Buenos Aires. Un dels temes de la conferència va ser una «Societat de Nacions de les Amèriques», idea proposada per Colòmbia, Guatemala i la República Dominicana. En la posterior Conferència Interamericana per al Manteniment de la Pau, vint-i-ú nacions es van comprometre a romandre neutrals en cas de conflicte entre dos dels seus membres. L'experiència de la Segona Guerra Mundial va convèncer els governs de l'hemisferi que l'acció unilateral no podia garantir la integritat territorial de les nacions americanes en cas d'agressió externa. Per fer front als reptes del conflicte global al món de la postguerra i contenir els conflictes dins de l'hemisferi, van adoptar un sistema de seguretat col·lectiva, el Tractat Interamericà d'Assistència Recíproca (Tractat de Rio), signat el 1947 a Rio de Janeiro.
Entre el març i el maig del 1948 es va celebrar a Bogotà la novena Conferència Internacional Americana, presidida pel Secretari d'Estat dels Estats Units, George Marshall, reunió de la qual va sorgir el compromís dels membres de lluitar contra el comunisme a l'hemisferi occidental. Va ser l'esdeveniment que va veure néixer l'OEA tal com és avui, amb la signatura per 21 països americans de la Carta de l'Organització dels Estats Americans el 30 d'abril del 1948 (en vigor des del desembre del 1951). En la reunió també es va adoptar la Declaració Americana dels Drets i Deures de l'Home, el primer instrument general de drets humans del món.
La transició de la Unió Panamericana a l'OEA hauria estat tranquil·la si no hagués estat per l'assassinat del líder colombià Jorge Eliécer Gaitán. El director general de la primera, Alberto Lleras Camargo, es va convertir en el primer secretari general de l'Organització. L'actual Secretari General és l'exministre d'Afers Estrangers uruguaià Luis Almagro.

### Era moderna

Escut amb el nom oficial en anglès

L'OEA va fer una auditoria de les eleccions generals bolivianes del 2019, que els partidaris de l'oposició van argumentar que van ser fraudulentes. L'informe de l'OEA sostenia que els resultats es van veure entelats per una "clara manipulació" i importants irregularitats que van desembocar en la crisi política boliviana del 2019. El president bolivià, Evo Morales, va dimitir poc després de perdre la confiança dels militars del país en allò que va qualificar de cop d'Estat. Alguns mitjans de comunicació van debatre si s'havia de qualificar de cop d'Estat. El 21 de desembre, la Missió Tècnica d'Experts Electorals enviada per la Unió Europea va publicar un informe de 67 pàgines amb observacions i conclusions semblants a les de l'OEA. Assenyalaven que "hi va haver actes amb un nombre inusualment alt de vots nuls, vots en blanc i una participació del cent per cent dels votants en una sèrie de col·legis electorals" i destacaven el fracàs general del TSE a l'hora de declarar aquestes irregularitats. Estudis encarregats pel think tank nord-americà de tendència esquerrana CEPR, van argumentar que l'anàlisi estadística de l'informe de l'OEA era inexacte i poc fiable. L'autor de l'anàlisi de la devolució de vots de l'OEA va afirmar que l'explicació dels resultats per part del CEPR era inversemblant.

## Estructura

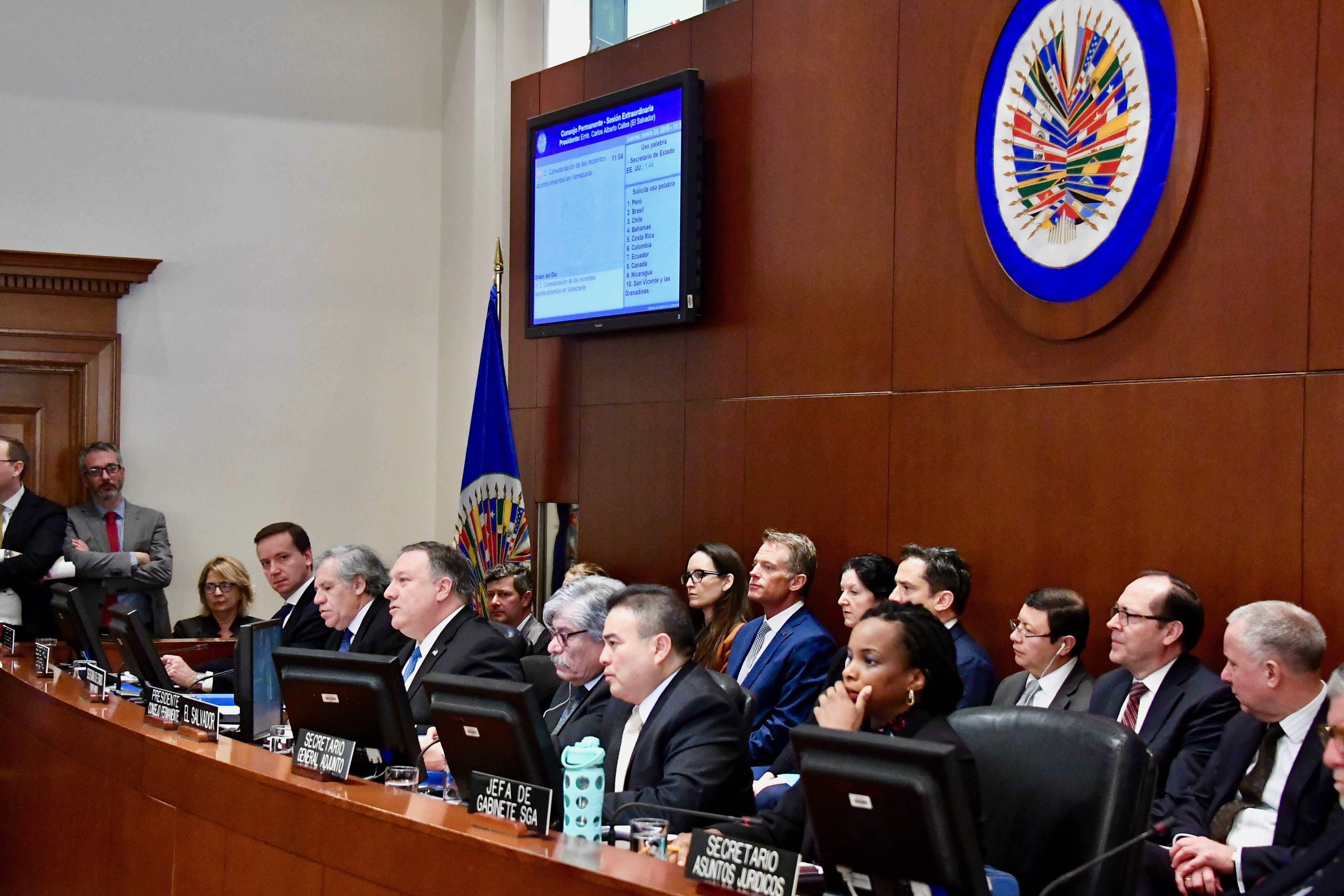
El secretari d'Estat dels EUA, Mike Pompeo, parla al Consell Permanent de l'OEA el gener del 2019.

L'Organització dels Estats Americans està composta per una Secretaria General, el Consell Permanent, el Consell Interamericà per al Desenvolupament Integral i una sèrie de comissions.
La Secretaria General consta de sis secretaries.
- Secretaria d'Afers Polítics
- Secretaria Executiva per al Desenvolupament Integral
- Secretaria de Seguretat Multidimensional
- Secretaria d'Administració i Finances
- Secretaria d'Afers Jurídics
- Secretaria de Relacions Exteriors

Els diferents comités són:
- Comité d'Afers Jurídics i Polítics
- Comité d'Afers Administratius i Pressupostaris
- Comité de Seguretat Hemisfèrica
- La Comité de Gestió de Cimeres Interamericanes i Participació de la Societat Civil a les Activitats de l'OEA

Les diverses comissions inclouen:
- Comissió Interamericana de Dones (CIM)
- Comissió Interamericana de Drets Humans (CIDH)
- Comissió Interamericana de Telecomunicacions (CITEL)

## Finançament
L'OEA té dos fons, un per a la Secretaria General i un altre per a programes i iniciatives específiques. L'Assemblea General sol·licita contribucions a cada país membre en funció de la capacitat de pagament. El 2018, el pressupost de la Secretaria General va ser de 85 milions de dòlars, dels quals els EUA van aportar 50 milions. El 2017, els EUA van aportar 17 milions de dòlars al fons per a programes específics, cosa que va suposar gairebé un terç del total de les contribucions d'aquell any.

## Assemblea general

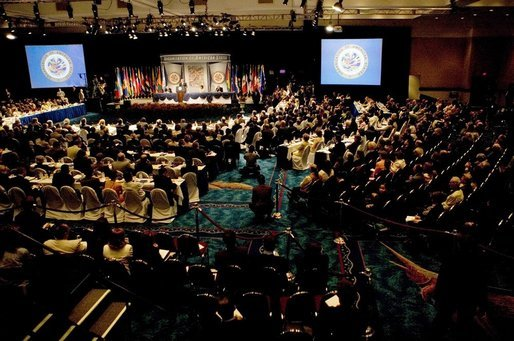
Sessió de la trenta-cinquena Assemblea General de l'OEA a Fort Lauderdale, Florida, Estats Units, juny de 2005

L'Assemblea General és l'òrgan decisori suprem de l'OEA. Es reuneix una vegada a l'any en sessió ordinària. En circumstàncies especials, i amb l'aprovació de dos terços dels Estats membres, el Consell Permanent pot convocar períodes extraordinaris de sessions.
Els Estats membres de l'Organització acullen l'Assemblea General per rotació. Els Estats són representats en les sessions pels delegats: que solen ser els ministres d'Afers Estrangers o els adjunts designats. Cada Estat té un vot, i la majoria dels assumptes –tret dels que la Carta o el mateix reglament de l'Assemblea General exigeixen específicament una majoria de dos terços– es resolen per majoria simple.
Entre les competències de l'Assemblea General hi ha fixar l'orientació general i les polítiques de l'OEA amb resolucions i declaracions; aprovar el pressupost i determinar les contribucions que han de pagar els estats membres; aprovar els informes i les actuacions de l'any anterior dels organismes especialitzats de l'OEA; i triar els membres dels organismes esmentats.

## Membresia i adhesions
Al moment de la fundació el 1948, l'OEA tenia 21 membres, la majoria llatinoamericans:
- Argentina
- Bolívia
- Brasil
- Xile
- Colòmbia
- Costa Rica
- Cuba
- República Dominicana
- Equador
- El Salvador
- Guatemala
- Haití
- Hondures[Note 1]
- Mèxic
- Nicaragua
- Panamà
- Paraguai
- Perú
- Estats Units
- Uruguai
- Veneçuela[Note 2]

L'expansió posterior de l'OEA va incloure el Canadà i les noves nacions independents del Carib. Membres amb dates d'admissió posteriors (ordenats cronològicament):
- Barbados (desde 1967)
- Trinitat i Tobago (1967)
- Jamaica (1969)
- Grenada (1975)
- Surinam (1977)
- Dominica (1979)
- Saint Lucia (1979)
- Antigua i Barbuda (1981)
- Saint Vincent i les Grenadines (1981)
- Bahamas (1982)
- Saint Christopher i Nevis (1984)
- Canadà (1990)
- Belize (1991)
- Guyana (1991)

## Llengües oficials

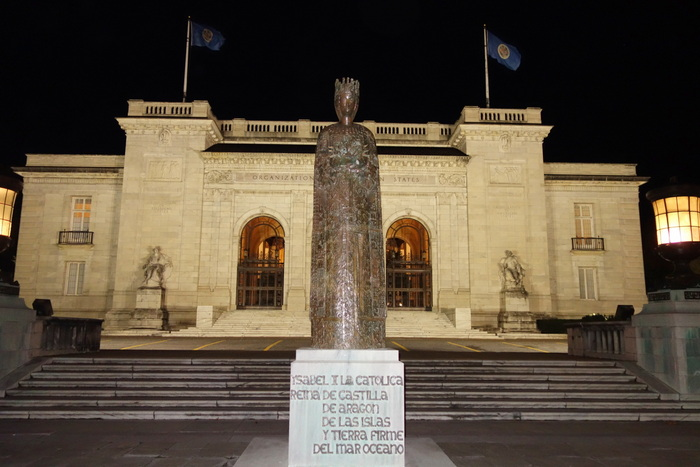
Estàtua d'Isabel I la Reina Catòlica davant de la seu de l'Organització dels Estats Americans a Washington, D.C.

Les llengües oficials de l'Organització són l'espanyol, portuguès, francès i anglès. La Carta, l'instrument bàsic pel qual es regeix l'OEA no fa referència a l'ús de les llengües oficials. Aquestes referències es troben als Reglaments que regeixen els diferents òrgans de l'OEA. L'article 51 del Reglament de l'Assemblea General, l'òrgan suprem de l'OEA, que es reuneix una vegada a l'any, estableix que l'espanyol, el francès, l'anglès i el portuguès són les quatre llengües oficials. L'article 28 estableix que es crearà una Comissió d'Estil amb representants de les quatre llengües oficials per revisar les resolucions i les declaracions de l'Assemblea General. L'article 53 estableix que les propostes es presentaran en les quatre llengües oficials. Els Reglaments i Estatuts d'altres òrgans, com ara el Consell Interamericà per al Desenvolupament Integral (CIDI), la Comissió Executiva Permanent del Consell Interamericà per al Desenvolupament Integral (CEPCIDI), la Comissió Interamericana de Dones (CIM), la Comissió Interamericana per al Control de l'Abús de Drogues (CICAD), la Comissió Interamericana de Drets Humans (CIDH) i el Comitè Jurídic Interamericà (CJI), òrgans tècnics de l'OEA, esmenten també les quatre llengües oficials en què s'han de fer les reunions. Per tant, la política es dicta mitjançant aquests instruments que exigeixen l'ús de les quatre llengües oficials a les reunions.
Encara que altres llengües tenen caràcter oficial en un o més Estats membres de l'OEA (el neerlandès a Surinam; el crioll haitià juntament amb el francès a Haití; el quítxua i l'aimara al Perú, l'Equador i Bolívia; el guaraní al Paraguai), no són llengües oficials de l'Organització.